# Programa da Tarde (2012)
Programa da Tarde foi um programa de televisão produzido e exibido pela Rede Record entre 10 de setembro de 2012 até 24 de julho de 2015. Foi apresentado por Ana Hickmann, Britto Júnior e Ticiane Pinheiro. O programa abordava temas como notícias do cotidiano, entretenimento e o mundo da moda, junto com um time de colaboradores para cada assunto abordado.

## Produção
Foi exibida pela Record na tarde de 28 de agosto uma nova chamada do programa com algumas das atrações, que nelas estão reportagens de viagens no comando de Guilherme Arruda e Pedro Neoli, com a volta do Em Busca dos Grandes Recordes pelo mundo, matérias de aventura em especial com animais comandado pela Manu Karsten, quadros de moda com Gustavo Sarti, as notícias dos famosos e bastidores da TV com Fran Zanon e Matheus Mazzafera, intimidade e relacionamento por conta de Jairo Bouer, Nicole Bahls e Theo Becker com reportagens bem humoradas pelo Brasil. Também no elenco estão: Ticiane Pinheiro, Thiago Rocha e Val Marchiori. O extinto Marcas da Vida retorna reformulado ao programa. Teve investimento inicial de R$ 10 milhões. Em 28 de novembro de 2012, Ticiane Pinheiro estreou como apresentadora titular, se juntando a Ana Hickmann e Britto Jr. Ela já estava presente na bancada do programa frequentemente substituindo Ana Hickmann, que se ausentava para se dedicar ao Tudo É Possível.
No dia 26 de novembro de 2012, o programa estreou o quadro "Patrulha do Consumidor", comando por Celso Russomano que, após uma inesperada derrota no primeiro turno da disputa pela prefeitura de São Paulo, voltou a defender os direitos do consumidor na Rede Record com matérias externas e a participação do mesmo na bancada. A partir do dia 14 de janeiro de 2013, o programa ganhou um novo cenário e agora Ana Hickmann, Britto Júnior e Ticiane Pinheiro não apresentam mais o programa em uma bancada e sim em um sofá passando a ser transmitido em HDTV. O Programa também sofre algumas alterações em seu elenco e a Patrulha do Consumidor de Celso Russomano passa a receber os consumidores no palco do programa solucionando ao vivo os casos e defender o direito dos mesmos ligando para as empresas reclamadas além de matérias externas caso empresa e consumidor não entrem em acordo por telefone além de mostrar os casos solucionados. Em janeiro de 2013, a Record encaixou o humorista Tiririca no Programa da Tarde, após meses ganhando dinheiro da emissora sem trabalhar - a vida parlamentar e o fim de um programa humorístico do canal levaram a isso. Tiririca comandou, às segundas-feiras, o quadro Pergunte ao Tiririca até meados de maio, quando a Record e ele rescindiram em comum acordo o contrato. A imprensa especializada em Televisão afirmou que o motivo foi uma "incompatibilidade de gênios" de Tiririca com os apresentadores do Programa da Tarde. O humorista disse que pediu um programa solo para renovar contrato, mas a emissora afirmou que "esse tipo de humor" não vende e eles decidiram rescindir o contrato que já estava prestes a vencer.
A Rede Record tirou Vildomar Batista da direção-geral do Programa da Tarde, responsável pela atração desde sua estreia. O seu último programa foi em 29 de maio de 2013. Problemas de bastidores levaram a essa decisão, como uma briga do diretor com o apresentador Britto Jr, o que teria ficado insustentável o trabalho em equipe de ambos. A Record nega a existência da briga. Com a saída de Vildomar da direção-geral do vespertino a Record criou uma nova estrutura de produção do Programa da Tarde e do Hoje em Dia. O Núcleo Record de Variedades será responsável em unificar a produção das duas atrações. Esta sinergia tem Carlos Cesar Filho na direção de conteúdo, Bruno Gomes na direção-geral e Detto Costa na criação de conteúdo. Em 23 de setembro de 2013 estreou no Programa da Tarde o reality-show Além do Peso inspirado no original argentino de nome Questão de Peso em que oito participantes obesos com ajuda de quatro especialistas buscam o emagrecimento e a reeducação alimentar lutando contra a pressão e os próprios limites do corpo visando retomar a boa saúde e qualidade de vida.
No final de 2013, o programa enfrenta baixa audiência e perde espaço para o seriado Todo Mundo Odeia o Chris.
Entre 10 de fevereiro e 9 de maio de 2014, o programa foi apresentado somente por Britto Jr. e Ticiane Pinheiro em razão da licença-maternidade de Ana Hickmann. Em julho, Celso Russomano deixa a Patrulha do Consumidor para se dedicar a sua campanha como deputado federal, sendo substituído por Sérgio Tannuri, advogado do Inadec (Instituto Nacional de Defesa do Consumidor). No dia 19 de dezembro, a Record anuncia a saída de Ana Hickmann da atração para retornar ao Hoje em Dia, ficando apenas Britto e Ticiane na apresentação do programa. Em 2015, o Programa da Tarde sofreu nova alteração no cenário, além da retirada das poltronas, tendo o cenário mais amplo, também ganhou novos quadros como Desafio Total com Alexandre Bró, Saúde na Mesa com Bianca Naves, o programa também ganhou mais dinâmica e com uma parte de noticias chamado de Programa da Tarde Noticias. O último programa foi ao ar no dia  24 de julho de 2015, e em 27 de julho, o horário foi destinado a exibição de reprises de novelas da emissora, iniciando com Prova de Amor e Dona Xepa.

## Equipe

### Apresentadores
| Nome             | 2012 | 2013 | 2014 | 2015 |
| ---------------- | ---- | ---- | ---- | ---- |
| Ana Hickmann     |      |      |      |      |
| Britto Júnior    |      |      |      |      |
| Ticiane Pinheiro |      |      |      |      |

### Repórteres
| Nome              | Quadro                          | 2012 | 2013 | 2014 | 2015 |
| ----------------- | ------------------------------- | ---- | ---- | ---- | ---- |
| Celso Russomano   | Patrulha do Consumidor          |      |      |      |      |
| Gustavo Sarti     | Me Ajuda Aí e Um Dia de Estrela |      |      |      |      |
| Manu Karsten      | Manu Selvagem                   |      |      |      |      |
| Pedro Neoli       | Aventura Chocante               |      |      |      |      |
| Matheus Mazzafera | Babado Fashion                  |      |      |      |      |
| Guilherme Arruda  | Universo Radical                |      |      |      |      |
| Fran Zanon        | Bastidores da TV                |      |      |      |      |
| Jairo Bouer       | Tudo Sobre Sexo                 |      |      |      |      |
| Gianne Albertoni  | Vários quadros                  |      |      |      |      |
| Guga Rocha        | Uma Pitada no Seu Negocio       |      |      |      |      |
| Nicole Bahls      | Vários quadros                  |      |      |      |      |
| Alexandre Bró     | Desafio Total                   |      |      |      |      |
| Bianca Naves      | Saude Na Mesa                   |      |      |      |      |
| Saulo Meneghetti  | Sonhar Não Tem Idade            |      |      |      |      |

### Direção
- Vildomar Batista (2012)
- Bruno Gomes (2013-2014)
- Robson Cyrillo (2015)

## Audiência
Segundo dados prévios, o programa de estreia registrou 8 pontos de média e pico de 13, chegando a liderar no Ibope da Grande São Paulo. No consolidado, o programa marcou sete pontos, fechando na vice-liderança. O segundo programa caiu e registrou 5 pontos, permanecendo na vice-liderança. Depois caiu ainda mais e chega a registrar em uma das edições 1 ponto sendo ultrapassado pelas novelas do SBT e até pela Band. No dia 14 de março de 2013, o Programa da Tarde bateu o seu primeiro recorde de audiência, após sua estreia, 9 pontos de média e pico de 13. O destaque neste dia foi o julgamento de Mizael, o mandante da morte de Mércia Nakajima. Desde então vem se mantendo na briga pela vice-liderança.